# Estadística de Bose-Einstein
En estadística de partícules, l'estadística de Bose–Einstein (o més col·loquialment estadística B-E) determina la distribució estadística d'un conjunt de bosons indistingibles en equilibri tèrmic sobre un conjunt d'estats d'energia.
Els bosons, a diferència dels fermions, no estan subjectes al principi d'exclusió de Pauli: un nombre il·limitat d'ells poden ocupar el mateix estat quàntic a la vegada. Això explica per què, a baixes temperatures, el seu comportament difereix notablement del dels fermions, ja que tots els bosons tendiran a aplegar-se en l'estat de mínima energia (dit estat fonamental), formant el que s'anomena condensat de Bose–Einstein.
L'estadísitca de Bose-Einstein va ser introduïda per descriure la distribució de fotons en la llei de Planck de la radiació del cos negre, per Satyendra Nath Bose el 1924, i posteriorment va ser generalitzada pel cas de partícules amb massa per Einstein.
D'acord amb aquesta estadística, el nombre mitjà de bosons en un estat i {\displaystyle n_{i}} és:
{\displaystyle n_{i}={\frac {g_{i}}{e^{(\varepsilon _{i}-\mu )/kT}-1}}}
on {\displaystyle \varepsilon _{i}\geq \mu } i:
{\displaystyle g_{i}} és la degeneració de l'estat i
{\displaystyle \varepsilon _{i}} és l'energia de l'estat i
{\displaystyle \mu } és el potencial químic del sistema
{\displaystyle k_{B}} és la constant de Boltzmann
{\displaystyle T} és la temperatura absoluta
Aquesta expressió es redueix a la corresponent a l'estadística de Maxwell-Boltzmann per a energies grans ({\displaystyle \varepsilon _{i}-\mu \gg k_{B}T}).